# رابرت گیل (بازیکن فوتبال)
رابرت گیل (انگلیسی: Robert Gill؛ زادهٔ ۱۰ فوریهٔ ۱۹۸۲) بازیکن فوتبال اهل بریتانیا است.
از باشگاه‌هایی که در آن بازی کرده‌است می‌توان به باشگاه فوتبال برتون آلبیون، باشگاه فوتبال هاکنال تاون، باشگاه فوتبال دونکستر راورز، باشگاه فوتبال داگنم و ردبریج، و باشگاه فوتبال فارست گرین راورز اشاره کرد.